# Elaphurus
Elaphurus — рід оленів. E. davidianus — єдиний сучасний вид, але описано кілька викопних видів.

## Види
Види наведено нижче.
- Elaphurus Milne-Edwards, 1872.
  - Elaphurus davidianus Milne-Edwards, 1866.
  - †Elaphurus bifurcates Teilhard de Chardin et Piveteau, 1930.
    - †Elaphurus bifurcatus shikamai Otsuka, 1968

  - †Elaphurus eleonorae Vislobokova, 1988.
  - †Elaphurus chinnaniensis Chia et Wang, 1978.